# Jüdischer Friedhof Gmunden

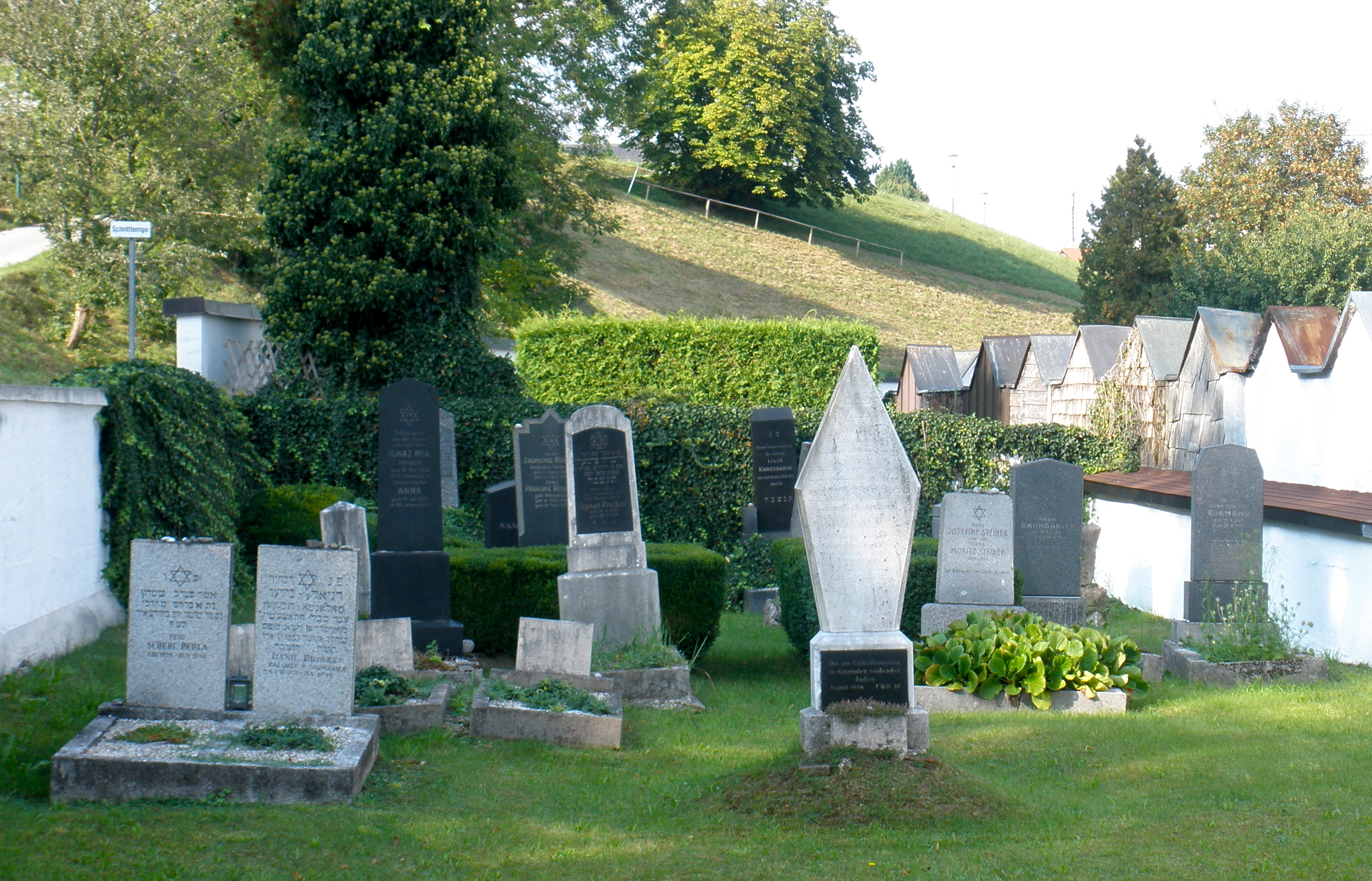
Gräber auf dem Jüdischen Friedhof Gmunden

Der Jüdische Friedhof Gmunden (auch Gmundner Israelitenfriedhof) in der oberösterreichischen Stadt Gmunden wurde 1923 eröffnet, 1938 zerstört und nach dem Zweiten Weltkrieg wiedererrichtet. Der Friedhof befindet sich im Gegensatz zu zahlreichen anderen jüdischen Friedhöfen in Österreich in einem gut gepflegten Zustand.

## Geschichte
Die jüdische Gemeinde von Gmunden gehörte der Israelitischen Kultusgemeinde Linz an und strebte Ende des 19. Jahrhunderts die Errichtung eigener Gemeindeeinrichtungen wie die eines Friedhofes an, was jedoch von der Stadt Gmunden stets abgelehnt wurde. Nachdem die Überführung der Toten nach Linz zu teuer geworden war, wurde ein kleiner Platz auf dem evangelischen Friedhof für die Bestattung der Toten jüdischen Glaubens verwendet. Der zur Verfügung gestellte Raum war jedoch 1923 völlig belegt, sodass die jüdische Gemeinde nach dem Tod der russischen Pianistin Lilia Kanevskaya versuchte, auf den katholischen Friedhof auszuweichen. Der zuständige Dechant Michael Gusenleitner lehnte jedoch diese Vorhaben ab und soll den Vertretern der jüdischen Gemeinden gesagt haben: „Juden kommen auf meinem Friedhof höchstens auf den Selbstmörderwinkel“. Daraufhin stellte die Stadt Gmunden der jüdischen Gemeinde einen kleinen Pachtgrund außerhalb der katholischen Friedhofsmauer im Ausmaß von 350 m² zur Verfügung. Die jüdische Gemeinde errichtete in der Folge eine Aufbahrungshalle und umgab das Grundstück mit einer Einfriedungsmauer. Die Toten auf dem evangelischen Friedhof wurden in der Folge exhumiert und auf den neuen „Gmundner Israelitenfriedhof“ überführt.
Zwischen 1923 und 1938 führte die 1860 gegründete Chewra Kadischa rund zwanzig Bestattungen auf dem Jüdischen Friedhof durch. Danach wurde im Zuge der Machtübernahme der Nationalsozialisten noch 1938 der Pachtvertrag für den Friedhof aufgelöst und das Grundstück in einen Gemüsegarten umgewidmet. Die Grabsteine wurden abtransportiert und auf einem Privatgrund gelagert, Friedhofsmauer und Aufbewahrungshalle zerstört. Nach dem Zweiten Weltkrieg wurde der Friedhof wiedererrichtet.